# 1792 au Bas-Canada
Cet article traite des événements survenus en 1792 au Bas-Canada. 

## Événements
- 7 mai - Le Bas-Canada est divisée en 21 comtés.
- Décembre - Un projet de loi pour abolir l'esclavage, dans le Bas-Canada, ne se passera pas.
- 17 décembre - Les députés élus à la première législature de la Chambre d'assemblée du Bas-Canada s'assemblent pour la première fois.
- 20 décembre - Ouverture du premier bureau de poste à Montréal.

## Naissances
- 9 février - Thomas Cooke (personnalité religieuse)
- 11 mars - Louis-Marie-Raphaël Barbier (homme politique) (décédé au Québec le 29 avril 1852)